# بيبرس الدوادار

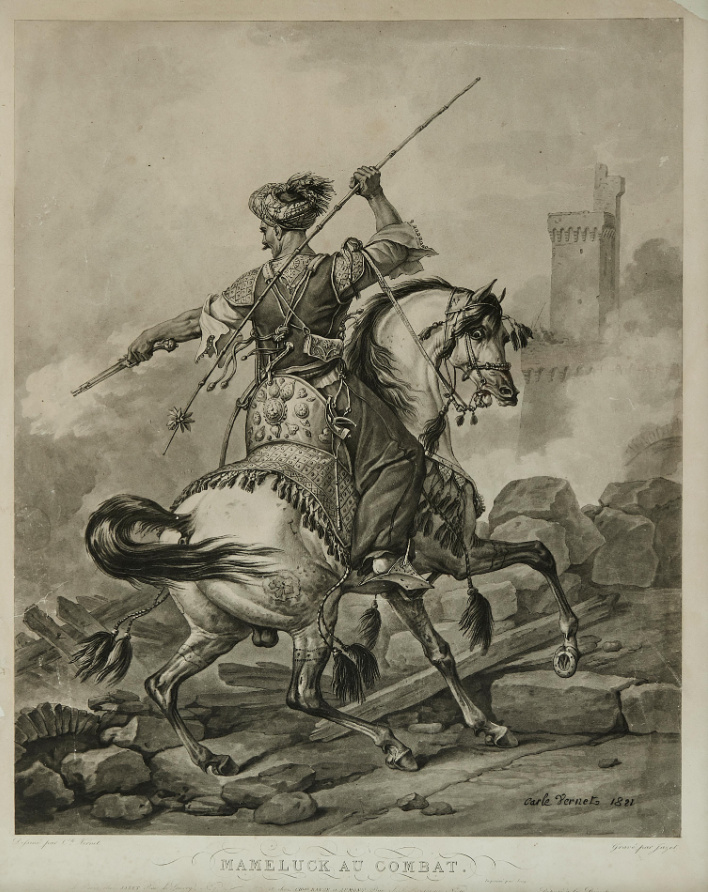
فارس مملوكي

ركن الدين بيبرس المنصوري الناصري الخطائي الدوادار المصري (ولد حوالي سنة 645هـ/1247م - توفي بالقاهرة في 25 رمضان 725هـ/5 سبتمبر 1325م)، أمير من أرباب الدولة ومؤرخ مملوكي عاش في مصر وعاصر كبار سلاطين الدولة المملوكية البحرية أمثال الظاهر بيبرس والمنصور قلاوون والأشرف خليل والناصر محمد بن قلاوون. كان المنصوري خادمًا للملك الرحيم صاحب الموصل فاشتراه المنصور قلاوون وأدخله في زمرة أرباب الجاميكيات، ثم أصبح في السلك السياسي ومر بمناصب سياسية متعددة، واشترك في حروب ضد الصليبيين والمغول مثل فتح انطاكية ومعركة حمص الثانية، وفتح عكا، وفتح قلعة الروم، ومعركة شقحب ضد مغول فارس (الإلخانات) وغيرها، وتولى نيابة الكرك ثم ديوان الإنشاء. كما شارك في إتخاذ قرارات سياسية هامة، مما جعله من أهم مؤرخي الفترة التي عاشها في العصر المملوكي، وهي فترة طويلة وغنية بالأحداث والوقائع، تمتد من عهد الظاهر بيبرس إلى عهد الناصر محمد، ومصدراً موثوقاً للمعلومات لمن جاء بعده من مؤرخي العصر المملوكي من أمثال المقريزى وابن إياس وابن تغري وبدر الدين العيني وغيرهم. من أهم مؤلفاته «زبدة الفكرة في تاريخ الهجرة» و«التحفة المملوكية في الدولة التركية».

## نشأته وسيرته
في عام 659هـ / 1261م حضر بيبرس الدوادار إلى مصر وهو صبي صغير في صحبة الطواشي مجاهد الدين قيماز الموصلي خادم حاكم الموصل بدر الدين لؤلؤ. إنضم بيبرس إلى مماليك الأمير قلاوون الآلفي وعاش في حي البندقانيين بالقاهرة، والتحق بالمدرسة ليحفظ القرآن ويتعلم أمور الدين. وعندما ذهب أستاذه قلاوون إلى الشام في نفس السنة، في صحبة الخليفة العباسي الذي أقامه السلطان الظاهر بيبرس بالقاهرة عوضاً عن بغداد التي استولى عليها المغول ، قامت «الست قطقطية» زوجة قلاوون الآلفي ووالدة الأشرف خليل برعاية بيبرس في فرقة «الصبيان الصغار».
في سنة 666هـ / 1272م في عهد السلطان الظاهر بيبرس، اشترك بيبرس الدوادار في فتح انطاكية وفي نفس السنة رقاه قلاوون الآلفي من مملوك يتقاضى جامكية (النقدية أرباب الجامكية) إلى مملوك يملك إقطاعاً. وبعدها بسنتين شارك في غزو سيس عاصمة مملكة أرمينية الصغرى (مملكة قليقية). وبعدها عمل مشرفاً على الشراب خاناه بقصر الأمير زين الدين كتبغا. وخلال معركة حمص الثانية (680هـ / 1281م)، في عهد السلطان المنصور قلاوون، كان حامل الخزانة السلطانية.
في سنة 681هـ / 1283م منح بيبرس الدوادار الإمارة وأصبح أميراً وبعدها بسنة ترقى إلى أمير طبلخاناه (أمير من الدرجة الثانية تدق الطبول والأبواق على أبوابه)، ومنحه السلطان قلاوون إقطاع الأمير عز الدين أيبك الأفرم الذي ترقى لمنصب أمير مائة. وفي عام 685هـ / 1286م أرسله السلطان قلاوون إلى الكرك لإحضار العادل بدر الدين سُلامش ونجم الدين خضر، ابني السلطان المتوفي الظاهر بيبرس، إلى القاهرة ثم عينه في نفس العام نائباً على الكرك.

### في عهد السلطان الأشرف خليل

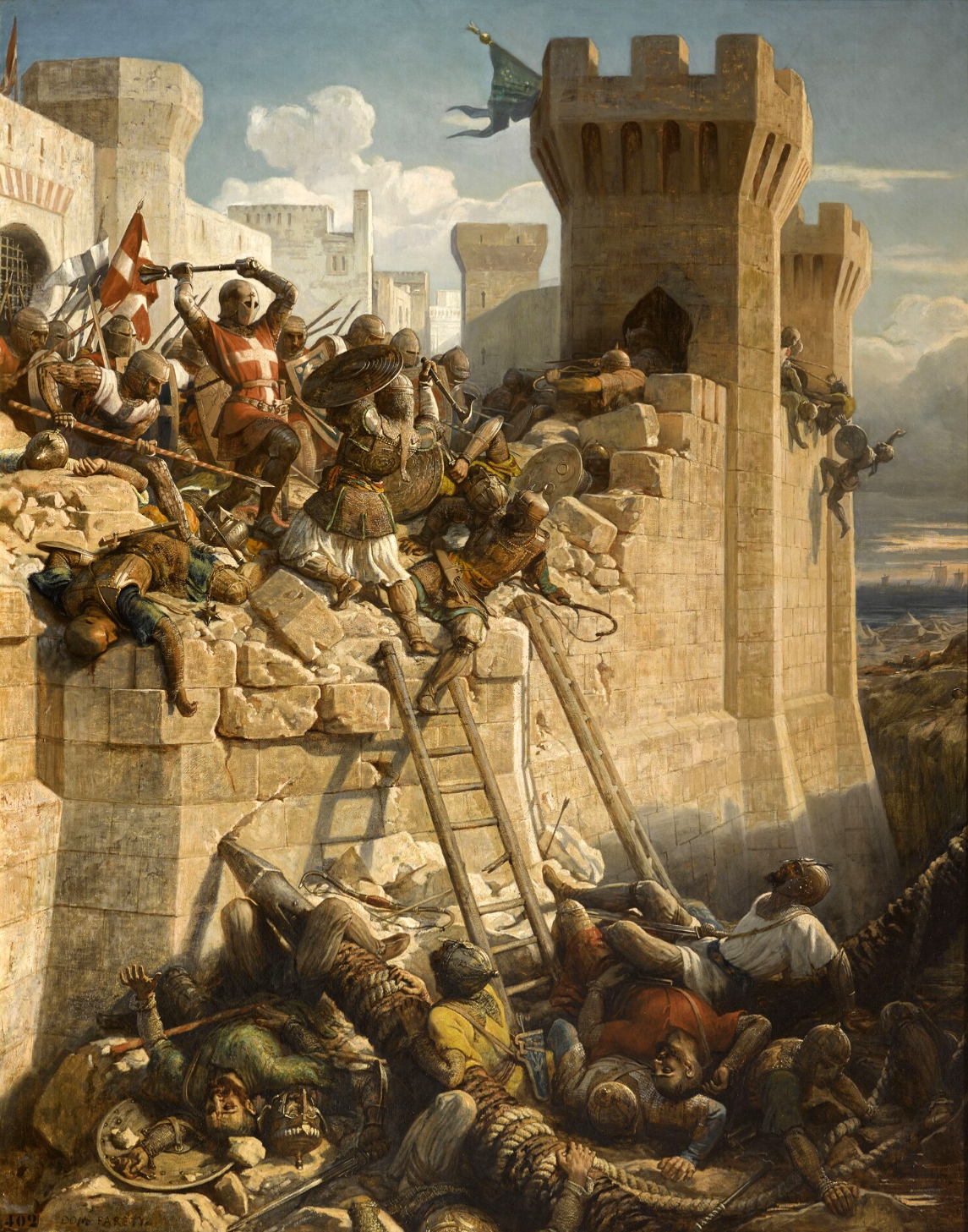
شارك بيبرس الدوادار في فتح عكا 1291م

بعد وفاة السلطان قلاوون بعدما حرر طرابلس، قرر ابنه السلطان الاشرف خليل مواصلة جهاد أبيه ضد معاقل الصليبيين في الشام فجهز جيشه وأرسل إلى نوابه بالشام يطلب منهم الاستعداد وتجهيز المجانيق وآلات الحرب لمهاجمة عكا، فبعث إليه بيبرس الدوادار من الكرك يطلب منه الانضمام إليه في المعركة فوافق الأشرف وخرج بيبرس الدوادار على رأس جيش الكرك والتقى به عند غزة وسار معه إلى عكا. وقد ابلى بيبرس الدوادار بلاءً حسناً في معركة فتح عكا، وهداه تفكيره أثناء الحصار إلى حيلة ساعدته على فتح معبر في نقطة من سور عكا، وقد أعجب الأشرف خليل بالمعبر وذهب بنفسه لمعاينته وتمكنت قوات المسلمين من دخول المدينة منه ومن نقاط آخرى.
بعد فتح عكا طلب بيبرس الدوادار من السلطان خليل إعفاءه من نيابة الكرك وضمه لركابه فوافق السلطان خليل وعين الأمير جمال الدين اقوش الاشرفي نائباً على الكرك بدلاً منه. ولما سار السلطان الأشرف إلى قلعة الروم في 619هـ / 1291م لفتحها كان بيبرس الدوادار من بين الأمراء الذين ساروا مع الأشرف وشاركوا في حصار القلعة. ووقت حصار قلعة الروم ظهرت في المنطقة المتاخمة قوات مغولية عدتها نحو عشرة آلاف فارس بقيادة مقدم يدعى «نيتمش»، فطلب منه الأشرف مع عدة من الأمراء التوجه إلى ناحيتها لكشف خبرها وقص اثرها، ولكن الأمراء تجنبوا الاشتباك بها بسبب كبر حجمها، وعادوا إلى قلعة الروم للمشاركة في استكمال فتحها.

### في عهد السلطان الناصر محمد
في فترة حكم السلطان الناصر محمد الأولى أصبح بيبرس من أمراء المئين ومقدمي الألوف (أمير من الطبقة الأولى وهي أعلى مراتب الإمارة، تحت أمرته مائة أو ألف فارس ممن دونه من الأمراء) وصار ناظراً على دار الإنشاء. وجاء في منشور التعيين السلطاني عن بيبرس الدوادار أنه: «كان المجلس العالي الأميري الاجلي العالمي العادلي العضدي النصيري الذخري الظهيري الركني عز الإسلام والمسلمين شرف الأمراء في العالمين ذخر الغزاة لسان الدولة سفير المملكة عضد الملوك والسلاطين بيبرس الدوادار الملكي المنصوري الناصري ضاعف ا لله نعمته وسعادته». كما أشار المنشور إلى مكانة بيبرس ككاتب بقوله: «ان ذكرت البلاغة فهو امامها والكتابة فبيده زمامها وان امتطت انامله جواد القلم فهو به المجيد».
شهد بيبرس الدوادار عزل السلطان الناصر محمد ونفيه إلى الكرك وتولى العادل كتبغا ثم حسام الدين لاجين السلطة. كما شهد مصرع لاجين وعودة الناصر محمد إلى مصر وجلوسه على عرش البلاد للمرة الثانية، وسقوط الشام ودمشق في يد غازان ملك مغول فارس بعد معركة وادي الخزندار في 27 ربيع الأول 699هـ / 23 ديسمبر 1299م (أثناء تواجد الملك الناصر في المعركة كان بيبرس الدوادار ينوب عنه في القاهرة) ، كما اشترك في معركة شقحب (معركة مرج الصُفر) في رمضان 702هـ / إبريل 1303م، والتي انتهت بهزيمة المغول وانقشاعهم عن الشام.
في عام 708هـ / 1309م خرج السلطان الناصر محمد من مصر بحجة ذهابه إلى الحجاز للحج ولكنه بدلاً من ذلك ذهب إلى الكرك ومكث هناك فاستولى بيبرس الجاشنكير على عرش البلاد ونصب سلطاناً. ثم عاد الناصر محمد إلى مصر وقبض على بيبرس الجاشنكير واعدمه. وقد لعب بيبرس الدوادار في تلك الأحداث دوراً كبيراً. فهو الذي نصح بيبرس الجاشنكير بعد أن اضطربت اموره بإعادة عرش البلاد إلى الملك الناصر، وكان هو من قام بالتفاوض بين الملك الناصر والمظفر بيبرس الجاشنكير. وبعد فرارالأخير بأموال من الخزانة السلطانية لحق به بيبرس الدوادار في أخميم وتسلم منه ما نهبه من الخزائن السلطانية وأعاده للملك الناصر في القاهرة.

### تقلده منصب نائب السلطنة
تقلد بيبرس الدوادار منصبي نائب السلطان في دار العدل وناظر البيمارستان المنصوري، وفي 17 جمادي الأول 711هـ / 1 أكتوبر 1311م تقلد منصب نائب السلطنة بمصر  وهو أرفع مناصب الدولة بعد منصب السلطان.
كان السلطان الناصر محمد يحب بيبرس الدوادار ويكن له الاحترام إلا انه في 2 ربيع الثاني 712هـ / 7 أغسطس 1312م قبض عليه مع بعض الأمراء ورجال الدولة، بتهمة ميلهم للأمير قرا سنقر الذي تمرد بالشام ، وأودعه في سجن قلعة الجبل، ثم أرسله إلى الكرك حيث سجن هناك نحو خمس سنوات إلى أن أطلق سراحه وأعاده إلي البلاط السلطاني في سنة 718هـ / 1318م. توفى بيبرس الدوادار في 25 رمضان 725هـ / 5 سبتمبر 1325  عن عمر يناهز الثمانين.
انشأ بيبرس الدوادار مدرسة تدرس المذهب الحنفي، وكانت تعرف باسم «المدرسة الدوادارية» وكانت تقع بخط سويقة العزي خارج باب زويلة 
يقول ابن إياس عن بيبرس الدوادار: " كان الأمير بيبرس الدوادار، سعيد الحركات، وكان عالماً فاضلاً فقيهاً نحوياً، ينظم الشعر، وله شعر جيد، وألف له تاريخاً، سماه " زبدة الفكرة في تاريخ الهجرة "، وجمع فيه جملة محاسن وفوائد، ومن شعره: " ذو العقل يشقى في النعيم بعقله.. وأخو الجهالة في الشقاوة ينعم ".

## مؤلفاته
يعد بيبرس الدوادار من أهم مؤرخي عصر المماليك البحرية نظراً لمعايشته الأحداث وإطلاعه على أمور الدولة في فترة تمتد من عهد السلطان الظاهر بيبرس إلى عهد السلطان الناصر محمد. عاصر بيبرس الدوادار تسعة سلاطين وكان متواجداً في حروب وصراعات عديدة. وقد ذكر ابن تغري، وهو من كبار مؤرخي العصر المملوكي، أنه أفضل مصدر لوقائع عهد السلطان الظاهر بيبرس. بالإضافة إلى قدراته التآريخية فقد كان بيبرس الدوادار يمتاز بإسلوب كتابي بارع وقدرات لغوية عالية.
- زبدة الفكرة في تاريخ الهجرة : 11 جزء، ويعد أهم أعماله. وهو تآريخ للإسلام منذ ظهوره إلى زمن بيبرس الدوادار في بداية القرن الرابع عشر الميلادي. وتوجد منه مخطوطة في المكتبة البريطانية بلندن.
- كتاب التحفة المملوكية في الدولة التركية : يختص بتاريخ سلاطين الدولة المملوكية من 647هـ إلى 709هـ / 1249م - 1310م مع ذكر بعض المعلومات المختصرة من عام 721هـ / 1321م. وتوجد منه مخطوطة في فيينا.
- مختار الأخبار : موجز لتاريخ الدولة الأيوبية وتاريخ الدولة المملوكية حتى سنة 702هـ. وعلى المخطوط وضعت عبارة تشير إلى أن الكتاب تم تجميعه عن طريق كاتب ديوانه القس القبطي «الشمس بن الأكبر هبة الله».
- اللطائف في أخبار الخلائف : يتكون من بضعة أجزاء.
- مواعظ الأبرار : كتاب ديني عن الصوفية لا يتعلق بالتاريخ.

## فهرس وملحوظات
1. 1 2  بيبرس الدوادار، 279-280
2. ↑  كامل سلمان الجبوري (2003). معجم الأدباء من العصر الجاهلي حتى سنة 2002م. بيروت: دار الكتب العلمية. ج. 1. ص. 491. ISBN:978-2-7451-3694-7. LCCN:2003489875. OCLC:54614801. OL:21012293M. QID:Q111309344.
3. ↑  بعد أن تولى الظاهر بيبرس الحكم أقام بالقاهرة خليفة عباسي يدعى أبو القاسم أحمد الملقب بالمستنصر بالله لإحياء الخلافة العباسية التي قضى عليها المغول في بغداد. وزود بيبرس هذا الخليفة بالمال والسلاح وخرج معه إلى دمشق وفي عزمه أن يزوده بجند آخرين للاستيلاء على بغداد.إلا أنه غير رأيه واكتفى بإرسال ثلاثمائة فارس فقط معه إلى بغداد. واتجه الخليفة بالجيش صغير إلى بغداد لتحريرها من المغول، والتقى بجيش المغول عند " هيت " ولم ينج من جيشه إلا عدد قليل ولم يعثر للخليفة المستنصر على أثر منذ ذلك الحين. - (الشيال، 2/133)
4. ↑  بيبرس الدوادار، 289-299
5. ↑  المقريزي، السلوك، 2/315
6. ↑  المقريزي، السلوك، 2/469
7. ↑  المقريزي، السلوك، 2/481
8. 1 2  المقريزي، السلوك، 3/85
9. ↑  بيبرس الدوادار، المقدمة الإنجليزية، XIX
10. ↑  ابن إياس، 1/408